# Robert Earl Hughes
Robert Earl Hughes (Monticello, 4 de junio de 1926-Bremen,10 de julio de 1958) fue un artista de circo estadounidense, conocido por haber sido el hombre más pesado hasta entonces registrado en la historia del mundo. Actualmente sigue siendo el humano más pesado del mundo capaz de caminar sin necesidad de ayuda.

## Trayectoria
Robert Earl Hughes era hijo de Abraham Guy Hughes (1878–1957) y su esposa Georgia Alice Weatharby (1906–1947). Tenía dos hermanos menores, Guy B. Hughes (1927–2006), y Donald Hughes (1929–2012). A los seis años, Robert pesaba aproximadamente 92 kilos; con doce, pesaba 148 kilos. Su gran peso excesivo fue atribuido a un mal funcionamiento de la glándula pituitaria.  Su pecho alcanzó un diámetro de 3,15 metros, y  alcanzó un peso máximo de unos 485 kilos.
Durante su vida adulta, Hughes fue invitado en ferias y carnavales; planes para aparecer en el programa televisivo de Ed Sullivan fueron anunciados pero nunca se llevó a cabo. El 10 de julio de 1958, Hughes contrajo sarampión el cual degeneró en uremia, resultando en su muerte en Bremen, Indiana, Estados Unidos. Tenía 32 años. Está enterrado en Benville Cemetery, Brown County, Illinois.
A menudo se ha dicho que fue enterrado en la caja de un piano. El origen del error procede de una frase aparecida en varias ediciones sucesivas del Libro Guinness de los récords, la cual decía, "fue enterrado en un ataúd del tamaño de una caja de piano." Su lápida indica que fue el hombre más pesado confirmado, con 1.041 libras (472 kilos).